# Luis Gonçalves de Amaral
Luis Gonçalves de Amaral (né au Portugal et mort le 28 avril 1457) est un pseudo-cardinal portugais du XVe siècle. 

## Biographie
Gonçalves de Amaral est chanoine à Viseu. Il est nommé évêque de Lamego en 1426 et transféré à Viseu en 1430. À partir de 1433 il est ambassadeur du roi du Portugal au concile de Bâle. Le pape Eugène IV le dépose comme évêque parce qu'il a fait des déclarations contre le pape à Ferrare et à Florence. Luis Gonçalves de Amaral est un des évêques qui ont élu l'antipape Félix V.
L'antipape Félix V le crée cardinal lors du consistoire du 6 avril 1444, mais Gonçalves de Amaral est alors déjà mort depuis trois semaines.